# Moskau Sawjolowoer Bahnhof

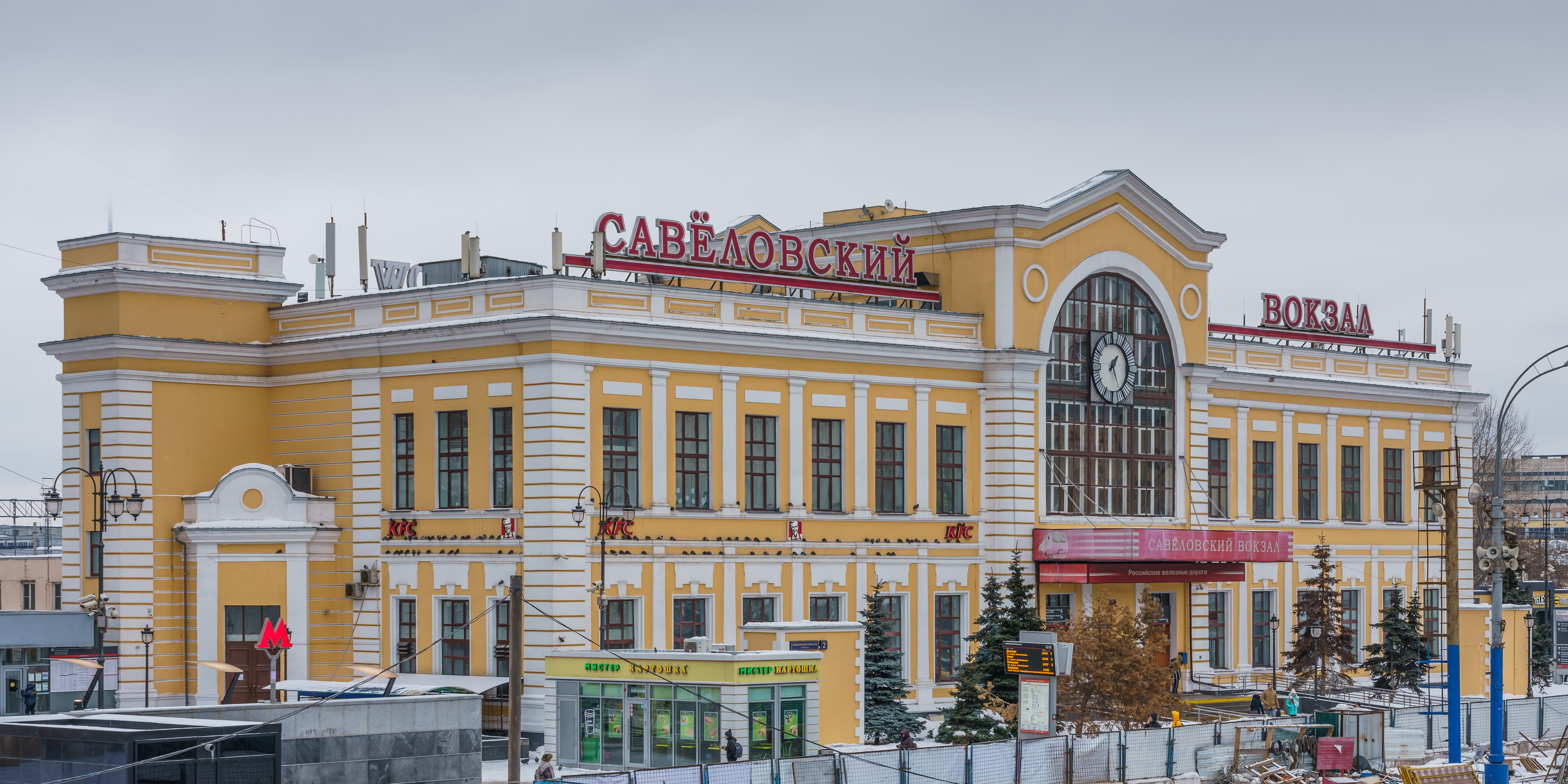
Das Bahnhofsgebäude, 2019

Der Sawjolowoer Bahnhof (russisch Савёловский вокзал – Sawjolowski woksal) in der russischen Hauptstadt Moskau ist heute der einzige Kopfbahnhof der Stadt, der ausschließlich von Nahverkehrszügen bedient wird. Die Fernzüge in die gleiche Richtung fahren vom Belarussischen Bahnhof ab.

## Zugverkehr
Der Sawjolowoer Bahnhof, für den die Station Sawjolowo der Stadt Kimry namensgebend ist, bedient einen der nördlichen Außenäste des Moskauer Eisenbahnnetzes. Von hier fahren Regionalzüge – auch Elektritschki genannt – unter anderem nach Dmitrow, Dubna, Kimry und Taldom. Bis Mitte der 2000er Jahre war der Sawjolowoer Bahnhof ein Fernbahnhof, was dann aber eingestellt wurde (wenn man von den bis heute verkehrenden Express-Zügen nach Dubna, für die die Fahrkarten am Fernschalter erworben werden müssen, absieht); bis dahin fuhren hier noch vier Zugpaare nach Rybinsk, Uglitsch sowie über eine Nebenstrecke nach Sankt Petersburg ab.

## Geschichte

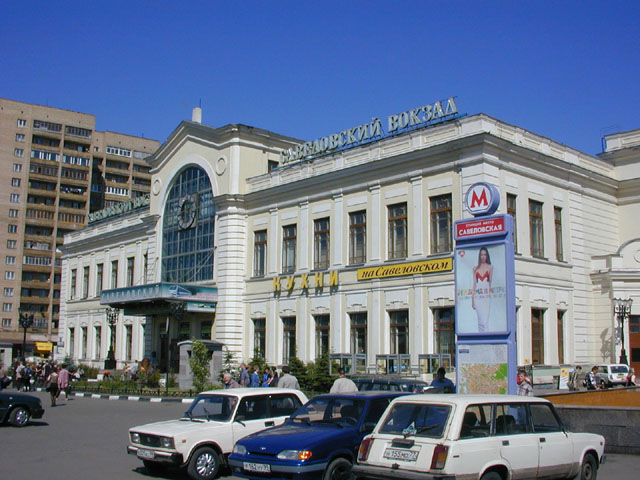
Ansicht von 2002 mit altem Fassadenanstrich, im Vordergrund die Metro-Station Sawjolowskaja

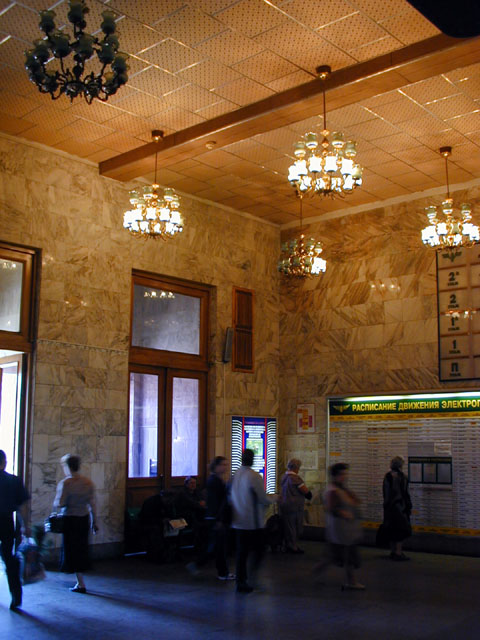
Innenansicht des Empfangsgebäudes, 2002

Der Bahnhof entstand Anfang des 20. Jahrhunderts auf Initiative des Unternehmers Sawwa Mamontow, zu jener Zeit Vorstandsvorsitzender der Moskau-Jaroslawler Eisenbahngesellschaft. Nachdem letztere im Jahre 1897 vom Zaren Nikolaus II. die Baugenehmigung erhielt, begann die Errichtung einer 130 Kilometer langen Bahnstrecke von Moskau nach Kimry, die später zusätzlich bis nach Rybinsk verlängert wurde.
Das Empfangsgebäude des zur Bedienung der neuen Strecke vorgesehenen Bahnhofs wurde von 1897 bis 1902 gebaut. Als Standort wählte man ein Grundstück knapp außerhalb der damaligen Stadtgrenze, im Ort Butyrka (welches auch namensgebend für das sich in der Nähe befindliche Butyrka-Gefängnis ist) aufgrund der vergleichsweise niedrigen Grundstückspreise dort. Freilich hatte das Moskauer Stadtparlament bereits 1900 eine Ausdehnung der Stadtgrenzen beschlossen, womit der Bahnhof sich von nun an auf dem Stadtgebiet Moskaus befand. Am 23. März 1902 fand die feierliche Einweihung statt. Ursprünglich hieß der Bahnhof nach seinem Standort Butyrski woksal.
Das Empfangsgebäude hatte bei seiner Fertigstellung nur ein Stockwerk, bis auf den zweistöckigen Mittelteil, wo sich Dienstwohnungen für das Bahnpersonal befanden.
Nach der Eröffnung überdauerte der Sawjolowoer Bahnhof noch gut 80 Jahre ohne größere Umbauten. Erst gegen Ende der 1980er Jahre, als es zu Problemen wegen zunehmender Überlastung des Gebäudes kam, wurde eine Erweiterung des Bahnhofs vorgenommen. Im Zuge dessen wurde das Empfangsgebäude durchgehend auf zwei Etagen aufgestockt und gründlich erneuert. 1988 bekam außerdem der Sawjolowoer Bahnhof den längst überfälligen U-Bahn-Anschluss, als die Serpuchowsko-Timirjasewskaja-Metrolinie in nördliche Richtung bis zur Station Sawjolowskaja verlängert wurde.
Im Jahre 2005 begann im Zuge der Planungen für den Flughafen-Bahnanschluss eine erneute Sanierung des Bahnhofsgebäudes. Dieses bekam dabei einen neuen, hellbraunen Anstrich anstatt des ursprünglich grünen, außerdem wurden die Bahnsteige erneuert. Am 10. Juni 2008 wurde eine direkte Expressverbindung zum Terminal 2 sowie zum zukünftigen Terminal 3 des Flughafens Scheremetjewo in Betrieb genommen. Inzwischen wurde der Halt des Flughafenexpresses jedoch vom Sawjolowoer an den Belarussischen Bahnhof verlegt.